# 15248 Hidekazu
15248 Hidekazu è un asteroide della fascia principale. Scoperto nel 1989, presenta un'orbita caratterizzata da un semiasse maggiore pari a 2,5647379 UA e da un'eccentricità di 0,2067889, inclinata di 1,20456° rispetto all'eclittica.